# Zentralstelle für jüdische Auswanderung

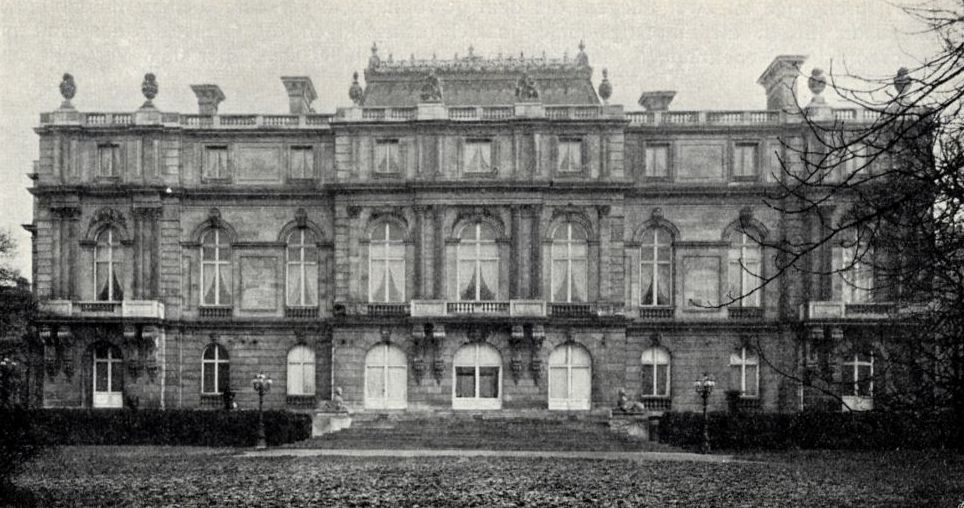
Zentralstelle für jüdische Auswanderung var inhyst i Rothschildska palatset i Wien.

Zentralstelle für jüdische Auswanderung i Wien (tyska "Centralkontoret för judisk utvandring") var en SS-byrå som etablerades i augusti 1938 för att påskynda de österrikiska judarnas utvisning.
Efter Anschluss, Tysklands annektering av Österrike i mars 1938, gavs Adolf Eichmann i uppdrag att inrätta en myndighet som skulle ombesörja tvångsemigrationen av Österrikes judar. Med början i augusti 1938 utvisades under de följande 18 månaderna omkring 150 000 österrikiska judar. Myndigheten inhystes i Rothschildska palatset.
Med centralkontoret i Wien som förebild bildade Reinhard Heydrich ett rikskontor för ”judisk utvandring” i Berlin, Reichszentrale für jüdische Auswanderung, i januari 1939. I oktober samma år sattes Eichmann att leda verksamheten.
Våren 1939 ockuperade Tyskland västra Tjeckoslovakien och i juni inrättades ett Zentralstelle für jüdische Auswanderung i Prag med Eichmanns medarbetare Hans Günther som chef. Centralkontoret i Prag blev ansvarigt för tvångsemigrationen av judar i Protektoratet Böhmen och Mähren (Tjeckien) och för lägret/gettot Theresienstadt.
Adolf Eichman blev årsskiftet 1939/1940 chef för den nyinrättade avdelningen för judiska frågor, Amt IVD4 inom RSHA, som rikscentralen inlemmades i. År 1941 inrättades ett Zentralstelle i Amsterdam och i andra länder upprättade Eichmann stationära tjänster eller sände representanter från avdelning IVD4, som i mars 1941 bytte beteckning till IVB4. Eichmann och hans medarbetare organiserade logistiken för genomförandet av "den slutgiltiga lösningen av judefrågan", det vill säga Förintelsen.